# Thomson Summit
Thomson Summit är en bergstopp i Antarktis. Den ligger i Västantarktis. Argentina, Chile och Storbritannien gör anspråk på området. Toppen på Thomson Summit är 1 515 meter över havet.
Terrängen runt Thomson Summit är huvudsakligen lite kuperad. Thomson Summit är den högsta punkten i trakten. Trakten är obefolkad. Det finns inga samhällen i närheten. 